# Pixel Watch 3
O Pixel Watch 3 é um smartwatch Wear OS concebido, desenvolvido e comercializado pela Google como parte da linha de produtos Google Pixel. Serve como sucessor do Pixel Watch de segunda geração.
O Pixel Watch 3 foi anunciado oficialmente a 13 de agosto de 2024, no evento anual Made by Google, e lançado nos Estados Unidos a 10 de setembro.

## História
9to5Google noticiou em janeiro de 2024 que a Google estava a planear lançar o Pixel Watch 3 em dois tamanhos. O dispositivo foi aprovado pela Comissão Federal de Comunicações (FCC) em julho desse ano. A Google anunciou oficialmente o Pixel Watch 3 no dia 13 de agosto, juntamente com o Pixel 9, Pixel 9 Pro e Pixel 9 Pro Fold, no evento anual Made by Google.